# Lights of Old Broadway
Lights of Old Broadway és una pel·lícula muda produïda per la Cosmopolitan Productions de William Randolph Hearst i per la MGM. Dirigida per Monta Bell, va ser protagonitzada per Marion Davies i Conrad Nagel. Basada en la peça teatral “The Merry Wives of Gotham” de Laurence Eyre (1924) adaptada per Carey Wilson, es va estrenar l’octubre de 1925.

## Argument
Dues nenes bessones, la mare de les quals mor mentre la família està emigrant d'Irlanda als Estats Units, són separades en arribar a la ciutat de Nova York. Anne és adoptada per la família adinerada dels de Rhonde i Fely, l’altra germana, per la família pobra dels O'Tandy. Fely acaba esdevenint ballarina en el teatre de Tony Pastor. Dirk, el germà adoptiu d'Anne, coneix la germana pobra i després de protegir-la durant els disturbis d’Orange, s'enamoren. La família del jove s'oposa a aquesta relació. Una sub-trama es desenvolupa sobre l'arribada de l'electricitat a la ciutat de Nova York. El pare de Fely s'enriqueix després d’haver invertit en les bombetes incandescents d'Edison. En canvi, el pare de Dirk queda arruïnat. Fely salva el banc de De Rhonde de la fallida fent un gran dipòsit, guanyant-se així a la família de Dirk i preparant el camí per al seu matrimoni.

## Repartiment
- Marion Davies (Fely / Anne)
- Conrad Nagel (Dirk de Rhonde )
- Frank Currier (Lambert de Rhonde)
- George K. Arthur (Andy)
- Charles McHugh (Shamus O'Tandy)
- Eleanor Lawson (Mrs. O'Tandy)
- Julia Swayne Gordon (Mrs. de Rhonde)
- Matthew Betz (Red Hawkins)
- Wilbur Higby (Fowler)
- Bodil Rosing (vídua Gorman)
- George Bunny (Tony Pastor)
- George Harris (Joe Weber)
- Bernard Berger (Lew Fields)
- J. Frank Glendon (Thomas A. Edison)
- Buck Black (Teddy Roosevelt de jove)
- Karl Dane (pare de Roosevelt)
- William De Vaull (majordom de De Rhonde)
- Mary Gordon (extra)
- Buddy Smith (Dirk de Rhonde de nen)